# Dofetilid
{{Drugbox-lat
| IUPAC_name = -[4-(2-{[2-(4-metansulfonamidofenoksi)etil](metil)amino}etil)fenil]metansulfonamid
| image = Dofetilide.png
| width = 
| alt = 
| image2 = 
| width2 = 
| alt2 = 
| drug_name = Dofetilid
| caption =
| tradename = 
| Drugs.com = Monografija
| MedlinePlus = 
| licence_EU = 
| licence_US = 
| DailyMedID = 
| pregnancy_AU = 
| pregnancy_US = 
| pregnancy_category= 
| legal_AU = 
| legal_CA = 
| legal_UK = 
| legal_US = 
| legal_status = 
| dependency_liability = 
| routes_of_administration = Oralno
| bioavailability = 
| protein_bound = 
| metabolism = 
| elimination_half-life = 10 sati
| excretion =
| CAS_number_Ref =  
| CAS_number = 115256-11-6
| CAS_supplemental = 
| ATCvet = 
| ATC_prefix = C01
| ATC_suffix = BD04
| ATC_supplemental = 
| PubChem = 71329
| PubChemSubstance = 46509127
| IUPHAR_ligand = 2604
| DrugBank_Ref =  
| DrugBank = DB00204
| ChemSpiderID_Ref =  
| ChemSpiderID = 64435
| UNII_Ref =  
| UNII = 
| KEGG_Ref =  
| KEGG = C07751
| ChEBI_Ref =  
| ChEBI = 
| ChEMBL_Ref =  
| ChEMBL = 4681
| synonyms =
|C=19 |H=27 |N=3 |O=5 |S=2
| molecular_weight = 441.565
| smiles = CN(CCOC1=CC=C(NS(C)(=O)=O)C=C1)CCC1=CC=C(NS(C)(=O)=O)C=C1
| StdInChI = 1S/C19H27N3O5S2/c1-22(13-12-16-4-6-17(7-5-16)20-28(2,23)24)14-15-27-19-10-8-18(9-11-19)21-29(3,25)26/h4-11,20-21H,12-15H2,1-3H3
| StdInChIKey_Ref =  
| StdInChI_comment = 
| StdInChIKey = IXTMWRCNAAVVAI-UHFFFAOYSA-N
| StdInChI_Ref =  
| density = 
| melting_point = 
| melting_high = 
| melting_notes = 
| boiling_point = 
| boiling_notes = 
| solubility = 
| specific_rotation = 
| sec_combustion = 
}}
Dofetilid je antiaritmični agens klase III koji je FDA odobrila za održavanje sinusnog ritma osoba sklonih formiranju atrijalne fibrilacije i tahikardiji srčanih komara.

## Spoljašnje veze
|  | Molimo Vas, obratite pažnju na važno upozorenje u vezi sa temama iz oblasti medicine (zdravlja). |